# Weltmeisterschaften im Modernen Fünfkampf 1985
1985 fanden die Weltmeisterschaften im Modernen Fünfkampf bei den Herren in Melbourne, Australien, statt, die der Frauen in Montreal, Kanada.

## Herren

### Einzel
| Platz | Land        | Sportler          |
| ----- | ----------- | ----------------- |
| 1     | Ungarn      | Attila Mizsér     |
| 2     | Sowjetunion | Anatoli Starostin |
| 3     | Sowjetunion | Igor Schwarz      |

### Mannschaft
| Platz | Land        | Sportler                                       |
| ----- | ----------- | ---------------------------------------------- |
| 1     | Sowjetunion | Anatoli Starostin Igor Schwarz Anatoli Awdejew |
| 2     | Ungarn      | László Fábián József Demeter Attila Mizsér     |
| 3     | Italien     | Carlo Massullo Daniele Masala Cesare Toraldo   |

## Damen

### Einzel
| Platz | Land        | Sportlerin       |
| ----- | ----------- | ---------------- |
| 1     | Polen       | Barbara Kotowska |
| 2     | Sowjetunion | Irina Kisselewa  |
| 3     | Polen       | Anna Bojan       |

### Mannschaft
| Platz | Land        | Sportlerinnen                                            |
| ----- | ----------- | -------------------------------------------------------- |
| 1     | Polen       | Barbara Kotowska Anna Bojan Dorota Idzi                  |
| 2     | Sowjetunion | Swetlana Jakowlewa Irina Kisselewa Tatjana Tschernezkaja |
| 3     | Schweden    | Anne Ahlgren Maria Larsson Elisabeth Johansson           |

## Medaillenspiegel
| Platz | Land        | Goldmedaille | Silbermedaille | Bronzemedaille |
| 1     | Polen       | 2            | –              | 1              |
| 2     | Sowjetunion | 1            | 3              | 1              |
| 3     | Ungarn      | 1            | 1              | –              |
| 4     | Italien     | –            | –              | 1              |
| 4     | Schweden    | –            | –              | 1              |